# Charles Ludlam
Charles Ludlam (* 12. April 1943 in Floral Park, Long Island, New York; † 28. Mai 1987 in New York) war ein US-amerikanischer Film- und Theaterschauspieler, Dramatiker, Filmemacher und bedeutender Independent-Theatermacher in New York. Ludlam ist als Filmemacher mit James Bidgood und Kenneth Anger zu vergleichen, obwohl er in diesem Genre niemals an deren Erfolg heranreichte.

## Leben
Schon als Kind interessierte er sich stark für das Theater. Seine erste Theatererfahrung machte er mit 15 Jahren am The Red Barn Theatre, ab seinem 17. Lebensjahr spielte er im Student´s Repertory Theatre in New York. Es folgte ein Studium an der Hofstra University von 1961 bis 1965. 
1965 gründete er mit zwei anderen Mitstreitern das berühmte Play-House of the Ridiculous, wo er auch seine erste Rolle als professioneller Schauspieler in dem Stück The Life of Lady Godiva spielte. Einen bedeutenden Auftritt als Drag-Queen hatte er 1966 in dem Stück Screen Test 1966. Sein erstes als Dramatiker geschriebenes und aufgeführtes Stück war Big Hotel 1966.
In einem Kino in der Lower Eastside von Manhattan hatte er dann sein erstes eigenes Theater, doch dies war nur ein Provisorium, erst Ende der 70er Jahre zog seine Theaterkompanie endgültig in ein festes Theatergebäude am One Sheridan Square.
Sein erfolgreichstes Stück war Camile, 1973, das gut 500 Aufführungen erlebte. 1976 wirkte er in Rosa von Praunheims New York-Film Underground and Emigrants  mit.
In dem schwulen Independent-Film Pink Narcissus spielte er diverse Rollen, wurde aber im Vorspann nicht erwähnt. Auch in Fernsehserien war er in Gastrollen zu sehen, so in der Serie Oh Madeline in einer Rolle als Transvestit.
Auch unterrichtete er Dramatik an verschiedenen amerikanischen Universitäten.
2010 wurden diverse Kurzfilme aufgeführt, die Ludlam gedreht hatte und die aber erst nach seinem Tod aufgeführt werden konnten. Darunter war auch der rund 22 Minuten Kurzfilm Museum of Wax aus dem Jahre 1987, in schwarz-weiß und als Stummfilm produziert, der die etwas verque(e)re Liebesgeschichte zwischen einer Frau und zwei Schwulen erzählt. Es sind die letzten Aufnahmen, die von Charles Ludlam auf Zelluloid existieren. Außerdem der Kurzfilm The Sorrows of Dolores, von Ludlam produziert und gefilmt. Während des Festivals, dass unter anderem auch von der bekannten Sängerin Anohni moderiert wurde, stand vor allem das Leben von Ludlam im Vordergrund und viele ehemalige Kollegen erinnerten sich mit Anekdoten an ihn.
Charles Ludlam starb am 28. Mai 1987 in New York an Aids. Er war offen homosexuell. Eine Biographie mit dem Titel Ridiculous! The theatrical life and times of Charles Ludlam (David Kaufman)  erschien im Jahre 2002. Sein Lebensgefährte, Everett Quinton, ist ein ebenfalls bekannter Schauspieler.

## Filmographie (Auswahl)
Als Schauspieler
- Lupe, 1967.
- Pink Narcissus, 1971.
- Imposters, 1980.
- 1986: Für immer Lulu
- The Big Easy – Der große Leichtsinn, 1986.

Als Filmemacher und Darsteller
- Underground and Emigrants, 1976, (Darsteller)
- The Sorows of Dolores, 1986, Kurzfilm. (Filmemacher)
- Museum of Wax, 1987 (posthum), Kurzfilm (Filmemacher und Darsteller).

## Theaterstücke: (Auswahl)
- Big Hotel, 1966.
- Conquest of the universe, 1967.
- Whores of Babylon, 1969.
- Turds in Hell, 1969.
- The great Tarot, 1969.
- Eunuchs in the forbidden city, 1971.
- Camille, 1973.
- Hot Ice, 1974.
- Der Ring Gott Farblonjet, 1977.